# Peter Struck (Kulturwissenschaftler)
Peter Struck (auch Johann Christoph Peter Struck; geboren 13. August 1967 in Hannover) ist ein deutscher Kulturwissenschaftler, freier Publizist, Kurator und Dozent.

## Leben
Peter Struck legte 1986 sein Abitur am Kaiser-Wilhelm-Gymnasium in Hannover ab und studierte Angewandte Kulturwissenschaften an der Universität Hildesheim. Seine Diplomarbeit erschien 1996 unter dem Titel Das Anzeiger-Hochhaus in Hannover. Seine architektonische Gestalt und seine kulturelle Bedeutung im Verlag der Hahnschen Buchhandlung. Im Jahr 2000 legte er seine Dissertation vor, die 2002 unter dem Titel Die Villa Walshausen bei Hildesheim. Ein spätklassizistischer Landsitz von Georg Ludwig Friedrich Laves bei Gerstenberg erschien. 2002 absolvierte Struck in Hamburg eine Fortbildung zum Redakteur für Fachzeitschriften.
Zur Bau- und Kulturgeschichte Hannovers veröffentlichte er zahlreiche Publikationen. Schwerpunkte seiner Forschungs- und Lehrtätigkeit bilden die regionale Kulturgeschichte, die Europäische Gartenkunst und die Filmwissenschaft. Seit 2004 leitet er Seminare, Stadtspaziergänge und Rundfahrten zur Kulturgeschichte Hannovers und der Region.
2007 eröffnete er in der Kronenstraße 7 in Hannover den Kronen Sieben FilmKunstRaum, wo er bis 2018 an jedem 7. des Monats sieben historische Kurzfilme im 16mm-Format präsentierte. Seit 2008 organisiert er mediale Inszenierungen zur ArchitekturZeit in Hannover, und seit 2010 ist er Lehrbeauftragter für AV-Mediengeschichte und Filmanalyse an der Hochschule Hannover.
Peter Struck lebt und arbeitet als freier Publizist, Kurator und Dozent in Hannover.

## Publikationen
- Das Anzeiger-Hochhaus in Hannover. Seine architektonische Gestalt und seine kulturelle Bedeutung, in: Hannoversche Geschichtsblätter, Neue Folge 50 (1996), S. 127–176
- Högers Hochhaus in Hannover, in: Anzeiger – Wie Fritz Högers Anzeiger-Hochhaus zum Mittelpunkt des neuen Kunst- und Medienzentrums an Hannovers Goseriede wurde, hrsg. von Peter Ruthenberg, Madsack, Hannover 1997, ISBN 3-7860-0520-6, S. 57–94
- Höger in Hannover, in: Fritz Höger 1877 - 1949, Begleitveröffentlichung zur Sonderausstellung im Historischen Museum Hannover vom 12.10. – 19.12.1999 und in den Museen der Stadt Delmenhorst vom 16. Januar – 5. März 2000, hrsg. vom Stadtmuseum Delmenhorst in Zusammenarbeit mit dem Deutschen Werkbund e.V. und Peter Struck, Isensee, Oldenburg 1999, ISBN 3-89598-640-2
- Die Villa Walshausen bei Hildesheim. Ein spätklassizistischer Landsitz von Georg Ludwig Friedrich Laves, zugleich Dissertation Universität Hildesheim 2000, Gerstenberg, Hildesheim 2002, ISBN 3-8067-8555-4; 2. überarbeitete Auflage 2015, ISBN 978-3-8067-8755-9
- Literarisches Hannover: 50 Dichter, Schriftsteller und Publizisten; Wohnorte, Wirken und Werke. Literarische Stadtpläne, Verlag Jena 1800, Berlin 2004, ISBN 3-931911-30-6
- Kestner & Co. Zur Tradition eines privaten hannoverschen Kunstsinns, Vortragsmanuskript, hrsg. von der Stiftung Ahlers Pro Arte / Kestner Pro Arte, Artnetworx, Hannover 2007
- Hannover in 3 Tagen. Ein kurzweiliger Kulturführer, Schlütersche, Hannover 2008, ISBN 978-3-89993-659-9
- Ins Paradies vertrieben. Der Kunsthistoriker Erwin Panofsky. Vortragsmanuskript, hrsg. von der Stiftung Ahlers Pro Arte / Kestner Pro Arte, Artnetworx, Hannover 2011
- Arkadien an der Innerste – Landschaftsgärten im Hildesheimer Land. In: Hildesheimer Kalender 2014, Jahrbuch für Geschichte und Kultur, Gerstenberg, Hildesheim 2013, ISBN 978-3-8067-8614-9, ISSN 1863-5393, S. 136–151, und in: Joachim Wolschke-Bulmahn (Hrsg.): Gartenkultur im Spannungsfeld zwischen Arkadien und Soldatenfriedhöfen: Sommerakademie Herrenhausen 2014. AVM.Edition, München 2015, ISBN 978-3-95477-052-6, S. 59–86
- Zehn Jahre Zinnober 1919–1928: das groteske Hannover der zwanziger Jahre: eine kurzweilige Chronik. Zu Klampen, Springe 2017, ISBN 978-3-86674-568-1
- Der Mann in Schwitters’ Schatten – Christof Spengemann sowie Kestner-Gesellschaft und Kulturfilmbühne: Hannover und die Film-Avantgarde, in: Revonnah. Kunst der Avantgarde in Hannover 1912–1933, hrsg. von Karin Orchard, snoeck, Köln 2017, ISBN 978-3-86442-225-6, S. 247–251 bzw. S. 227–229.
- Anna Blume, unverblüht: Kurt Schwitters’ Dadagedicht wird 100! Wehrhahn, Hannover 2019, ISBN 978-3-86525-719-2
- Hannovers ›lustige Höltzung‹. Kleine Kulturgeschichte der Eilenriede, hrsg. von der Landeshauptstadt Hannover, Fachbereich Umwelt und Stadtgrün, Hannover 2021, online
- Premierenfieber: die hannoversche Kinokultur der fünfziger Jahre. Hannoversche Studien Bd. 21, Wehrhahn, Hannover 2022, ISBN 978-3-86525-968-4